# Крайні точки Данії
У цій статті наведено список крайніх точок Данії, тобто тих, що знаходяться найпівнічніше, найпівденніше, найсхідніше та найзахідніше за будь-які інші географічні точки країни.

## Широта та довгота

### Півострів Ютландія
Цей список охоплює лише територію півострова Ютландія, який є частиною материкової Європи:
- Північ: Скаген, регіон Північна Ютландія (57°45′9″ пн. ш. 10°37′1″ сх. д. / 57.75250° пн. ш. 10.61694° сх. д.)[1]
- Південь: Падборг, регіон Південна Данія (54°48′ пн. ш. 9°21′ сх. д. / 54.800° пн. ш. 9.350° сх. д.)[1]
- Захід: Бловендсгук, провінція Рібе, регіон Південна Данія (55°33′45″ пн. ш. 8°4′21″ сх. д. / 55.56250° пн. ш. 8.07250° сх. д.)[1]
- Схід: Грено, регіон Центральна Ютландія (56°27′ пн. ш. 10°37′ сх. д. / 56.450° пн. ш. 10.617° сх. д.)[1]

Внаслідок потопу 1825 року найпівнічніша частина Ютландії фактично є островом.

### Власне Данія
Цей список охоплює лише країну в межах Європейського Союзу, тобто власне Данію, за винятком Гренландії та Фарерських островів, що вважаються окремими країнами:
- Північ: Скаген, регіон Північна Ютландія (57°45′9″ пн. ш. 10°37′1″ сх. д. / 57.75250° пн. ш. 10.61694° сх. д.)[1]
- Південь: Гесер, о. Фальстер[1]
- Захід: Бловендсгук, провінція Рібе (55°33′45″ пн. ш. 8°4′21″ сх. д. / 55.56250° пн. ш. 8.07250° сх. д.)[1]
- Схід: Естерскер, о. Крістіансе (55°19′06″ пн. ш. 15°11′50″ сх. д. / 55.31833° пн. ш. 15.19722° сх. д.)[1]

### Усі території
Територія Данії включає в себе острів Кафеклуббен, який є найпівнічнішою постійною сушею на Землі. Також існує низка тимчасових гравійних банок, розташованих дещо північніше, наприклад, Оодаак, але їх до цього списку не включено.
- Північ: острів Кафеклуббен, Гренландія (83°39′45″ пн. ш. 30°36′50″ зх. д. / 83.66250° пн. ш. 30.61389° зх. д.)[3]
- Південь: Гесер, о. Фальстер[1]
- Захід: Мис Олександра, Гренландія[1]
- Схід: Естерскер, о. Крістіансе (55°19′06″ пн. ш. 15°11′50″ сх. д. / 55.31833° пн. ш. 15.19722° сх. д.)[1]

Гесер також є найпівденнішою точкою Скандинавії та нордичних країн загалом.

## Висота над рівнем моря
- Максимальна :
  - Власне Данія: Мьоллегьой, 170,86 м[1]
- Мінімальна: Ламмефʼйорд, -7 м[1]